# علي السالمي
علي بن أحمد بن عبد الرحمن السالمي الشهري. شاعر سعودي معاصر يلقب بـ شاعر بني شهر ويلقب أيضاً بـ شاعر الحزم.

[https://www.youtube.com/channel/UC-fMWXzC0S3Iv97KIX8B8UQ قناة الشاعر علي السالمي

[https://twitter.com/ali_alsalemi #علي_السالمي

يكنى بـ أبو نواف نسبةً لأكبر أبنائه.

## النشأة والتعليم
نشأ في بركوك ببلاد بني شهر ودرس الابتدائية والمتوسطة والثانوية فيها ثم أكمل دراسته الجامعية وحصل على البكالوريوس تخصص إعلام وعلاقات عامة من جامعة الملك خالد.
وكان قد عمل في المجال العسكري لفترة من عمره.

## مسيرته الشعرية
بدأت مسيرته الشعرية في سن مبكرة وهو في السادسة عشر من عمره وكانت بدايته محاربه من شعار آخرين ولكن بقوة شعره ودعم قبيلته وجماهيره أصبح شاعر لا يشق له غبار ووقف في وجه الخصوم وابدع في الشعر والمحاورات.

### شارك في العديد من المناسبات الوطنية وكان أبرزها
- كتابة كلمات اوبريت سلطان القلوب بمناسبة عودة الأمير سلطان بن عبد العزيز آل سعود إلى أرض الوطن الذي قام بآداءه الفنان عباس ابراهيم.[5][6]
- شارك في العديد من المناسبات التي يرعاها الأمير فيصل بن خالد بن عبد العزيز آل سعود أمير منطقة عسير، وذلك أثناء تشريف سموه لمناسبات كثيرة في المنطقة.[7][8][9]
- عدة مشاركات في مهرجان الجنادرية.[10][11]

## الشيلات
له العديد من الاسهامات والمشاركات في فن الشيلات وقدم الكثير منها كتابةً وآداءً.
- شيلة رجال الطواري.[12]
- قمة وطن.[13][14][15]
- إمارات المجد.[16][17]
- قل هو الله أحد
- لحمه وطن
- الى الشعب السعودي مع التحيه
- دارنا واحد
- كفو كفو ياسيدي
- شهداء الواجب